# Georg Fredrik Ameen
Georg Fredrik Ameen, född 11 september 1811 i Karlskrona, död 24 april 1898 var en svensk ämbetsman och publicist.

## Biografi
Georg Fredrik Ameen var son till överstelöjtnanten vid flottan Georg Fredrik Ameen och hans hustru Anna Helene Falck. Efter att 1827 ha blivitstudent vid Lunds universitet undergick han 1833 juridisk examen och antogs till auskultant vid Skånska hovrätten. Sedan han tjänstgjort i ämbetsverk i Stockholm etablerade han sig 1838 i Karlskrona som boktryckare och började utgivandet av den moderat-liberala tidningen Najaden. 
Genom tidningen, som Ameen skötte nästan ensam under de följande fjorton åren, kämpade han för pressens höjande, kommunalinstitutionernas utveckling, representationens ombildning, men framför allt för flottans och sjöförsvarets tidsenliga ordnande. Ameen antog 1852 ett av sjöministern, amiral Carl Ulner framställt förslag, att flytta till Stockholm och enskilt biträda honom i en mängd frågor som förelåg rörande sjöförsvaret.
År 1855 utnämndes han till sekreterare i generalpoststyrelsen; han företog följande året en utrikes resa till Preussen, Sachsen, Österrike och Bayern, för att noggrannare lära känna dessa länders postinrättningar. År 1860 utnämndes han till postdirektör i Göteborg. År 1876 lämnade Ameén postdirektörsbefattningen och bodde sedan några år i Södertälje och därefter i Stockholm, där han avled.
Från trycket utgavit han flera översättningar och småskrifter, såsom Kappsäcken, Fragmenter ur min dagbok, Aforismer, minnen af litterära soiréer i Karlskorna, Från Eremitaget, bref till en ung vän, Assessor Tullboms Thé-soiréer, Tal vid minnesfesten öfver Fredrika Bremer, anordnad af Göteborgs Vetenskaps- och Vitterhets-Samhälle med flera.
Améen var sedan 1848 gift med Vilhelmina Juhlin-Dannfelt. Tillsammans hade de dottern Elin Ameen, verksam som författare, och sonen generalkonsul Malte Ameen.